# UFC Fight Night: Holohan vs. Smolka
UFC Fight Night: Holohan vs. Smolka（ユーエフシー・ファイトナイト：フロハン・バーサス・スモルカ、別名UFC Fight Night 76）は、アメリカ合衆国の総合格闘技団体「UFC」の大会の一つ。2015年10月24日、アイルランド・ダブリン県ダブリンの3アリーナで開催された。

## 大会概要
本大会ではパディ・フロハンとルイス・スモルカによるフライ級ワンマッチが組まれた。

## 試合結果

### プレリミナリーカード
第1試合 ミドル級ワンマッチ 5分3R
○  ギャレス・マクリーラン vs.  ババ・ブッシュ ×
3R 4:58 KO（パウンド）
第2試合 フェザー級ワンマッチ 5分3R
○  ダレン・エルキンス vs.  ロバート・ホワイトフォード ×
3R終了 判定3-0（30-27、30-27、30-27）
第3試合 ウェルター級ワンマッチ 5分3R
○  トム・ブリーズ vs.  カハル・ペンドレッド ×
1R 4:37 TKO（左ストレート→パウンド）
第4試合 ミドル級ワンマッチ 5分3R
○  クシシュトフ・ヨトコ vs.  スコット・アスカム ×
3R終了 判定2-1（29-28、28-29、29-28）
第5試合 女子ストロー級ワンマッチ 5分3R
○  アシュリン・デイリー vs.  エリカ・アルメイダ ×
3R終了 判定3-0（30-27、29-28、29-27）
第6試合 ライト級ワンマッチ 5分3R
○  スティーヴィー・レイ vs.  ミカエル・ルボー ×
3R終了 判定3-0（29-28、30-27、30-27）

### メインカード
第7試合 フライ級ワンマッチ 5分3R
○  ニール・シーリー vs.  ジョン・デロス・レイエス ×
2R 4:12 ギロチンチョーク
第8試合 ウェルター級ワンマッチ 5分3R
△  ダレン・ティル vs.  ニコラス・ダルビー △
3R終了 判定1-0（29-28、28-28、28-28）
第9試合 ライト級ワンマッチ 5分3R
○  ノーマン・パーク vs.  レザ・マダディ ×
3R終了 判定3-0（30-27、30-27、30-27）
第10試合 フライ級ワンマッチ 5分3R
○  ルイス・スモルカ vs.  パディ・フロハン ×
2R 4:09 リアネイキドチョーク

### 各賞
ファイト・オブ・ザ・ナイト： ダレン・ティル vs. ニコラス・ダルビー
パフォーマンス・オブ・ザ・ナイト： ニール・シーリー、トム・ブリーズ
各選手にはボーナスとして5万ドルが支給された。

### カード変更
負傷などによるカードの変更は以下の通り。
- スティーペ・ミオシッチ vs. ベン・ロズウェル → ミオシッチの負傷により中止

- ダスティン・ポイエー vs. ジョセフ・ダフィー → ダフィーの負傷により中止